# Aristolochia anguicida
Aristolochia anguicida är en piprankeväxtart som beskrevs av Nikolaus Joseph von Jacquin. Aristolochia anguicida ingår i släktet piprankor, och familjen piprankeväxter. Inga underarter finns listade i Catalogue of Life.